# یواس‌اس پیرانا (اس‌اس-۳۸۹)
یواس‌اس پیرانا (اس‌اس-۳۸۹) (به انگلیسی: USS Piranha (SS-389)) یک زیردریایی بود که طول آن ۳۱۱ فوت ۶ اینچ (۹۴٫۹۵ متر) بود. این زیردریایی در سال ۱۹۴۳ ساخته شد.